# Ferdinand Lavaine
Ferdinand Lavainne (Lilla, 1810 o 1814 - 7 de gener de 1893) fou un pianista i compositor francès.
Als vint-i-tres anys publicà les seves primeres obres per a piano i després abordà la música simfònica i la dramàtica, havent escrit les obres següents:
- Artus et Rikemer, òpera (1840);
- Matinee à Cayenne, òpera còmica (1836);
- Nerida, òpera còmica (1860);
- Les Nuits de Florence, òpera còmica (1872)
- Tircis et Margoton, opereta (1861)
- La Fuite en Egypte, Oratori Sacre, Op. 20 (1835)
- Cantate pour l'Anniversaire de la Reunion de Lille à la France (1867);
- La Lilloise (1842) Cantata profana;
- Messe Solennelle per a cor d'homes (1841)
- Messes De Profundis (1841);
- De profundis Psaume 29, per a cor i orquestra (1840);
- Te Deum a 4 veus i orquestra, Op. 52;
- Fantaisie Dramatique, per a piano, Op. 14;
- Trio 1: piano-violí-cello, Op. 57;
- Trio 2: piano-violí-cello, Op. 58;
- Trio 3: piano-violí-cello, Op. 59;
- Quintet: piano-string trio-double bass, Op. 60;
- Symphonies
- La Mort du Tasse;
- Obertures.